# Elecciones presidenciales de Eslovaquia de 2019
Las elecciones presidenciales se celebraron en Eslovaquia el sábado 16 de marzo, sin embargo ningún candidato obtuvo mayoría absoluta de los votos, por lo que se convocó a segunda vuelta el 30 de marzo. El presidente titular Andrej Kiska no se postuló para un segundo mandato. En la segunda vuelta, resulta elegida como presidenta Zuzana Čaputová.
Čaputová es la primera mujer elegida para el cargo y se convertirá en la presidenta más joven de Eslovaquia en su toma de posesión el 15 de junio de 2019.

## Trasfondo
Andrej Kiska fue elegido presidente en marzo de 2014. Ganó la segunda vuelta con una gran mayoría contra el entonces primer ministro Robert Fico.
Las encuestas indicaron que era el político más confiable de Eslovaquia y que probablemente hubiera sido el pionero en las elecciones si hubiera elegido presentarse como candidato. Sin embargo, Kiska anunció el 15 de mayo de 2018 que no participaría en las elecciones presidenciales de 2019, argumentando que esta medida podría terminar "la era de la confrontación política" que enfrentó su país y citó el deseo de pasar más tiempo con su familia. Kiska es notablemente proeuropeo.

## Sistema electoral
El Presidente de la República Eslovaca es elegido por un período de cinco años, y por voto popular desde 1999 . Su papel es limitado, pero no solo ceremonial. El Presidente tiene la facultad de nombrar al Primer Ministro, de vetar los proyectos de ley (a menos que lo confirme una mayoría de dos tercios) y de nombrar a los jueces en los niveles más altos del poder judicial.
El presidente es elegido a través de un método de dos rondas.
Para que la candidatura sea válida, la Constitución de Eslovaquia requiere recolectar 15,000 firmas de ciudadanos eslovacos, o el apoyo de 15 de los 150 diputados en la legislatura. Sin embargo, el cargo está limitado a dos términos.

## Resultados
| Candidatos              | Candidatos              | Partidos                                     | Primera vuelta | Primera vuelta | Segunda vuelta | Segunda vuelta |
| Candidatos              | Candidatos              | Partidos                                     | Votos          | %              | Votos          | %              |
| ----------------------- | ----------------------- | -------------------------------------------- | -------------- | -------------- | -------------- | -------------- |
|                         | Zuzana Čaputová         | Eslovaquia Progresista                       | 870 415        | 40,57          | 1 056 582      | 58,40          |
|                         | Maroš Šefčovič          | Dirección-Socialdemocracia                   | 400 379        | 18,66          | 752,403        | 41,59          |
|                         | Štefan Harabin          | Independiente                                | 307 823        | 14,34          |                |                |
|                         | Marian Kotleba          | Kotleba - Partido Popular Nuestra Eslovaquia | 222 935        | 10,39          |                |                |
|                         | František Mikloško      | Independiente                                | 122 916        | 5,72           |                |                |
|                         | Béla Bugár              | Most-Híd                                     | 66 667         | 3,10           |                |                |
|                         | Milan Krajniak          | Somos Familia                                | 59 464         | 2,77           |                |                |
|                         | Eduard Chmelár          | Independiente                                | 58 965         | 2,74           |                |                |
|                         | Martin Daňo             | Independiente                                | 11 146         | 0,51           |                |                |
|                         | Róbert Švec             | Independiente                                | 6567           | 0,30           |                |                |
|                         | Juraj Zábojník          | Independiente                                | 6219           | 0,30           |                |                |
|                         | Ivan Zuzula             | SIEŤ                                         | 3807           | 0,17           |                |                |
|                         | Bohumila Tauchmannová   | Independiente                                | 3535           | 0,16           |                |                |
|                         | Robert Mistrík          | Independiente                                | 3318           | 0,15           |                |                |
|                         | József Menyhárt         | Partido de la Comunidad Húngara              | 1208           | 0,05           |                |                |
|                         |                         |                                              |                |                |                |                |
| Votos válidos           | Votos válidos           | Votos válidos                                | 2 145 364      | 99,40          | 1 808 985      | 97.92          |
| Votos blancos y nulos   | Votos blancos y nulos   | Votos blancos y nulos                        | 12 848         | 0,60           | 38 432         | 2,08           |
| Total                   | Total                   | Total                                        | 2 158 212      | 100            | 1 847 417      | 100            |
| Abstención              | Abstención              | Abstención                                   | 2 270 174      | 51,26          | 2 572 466      | 58,21          |
| Inscritos/Participación | Inscritos/Participación | Inscritos/Participación                      | 4 429 033      | 48,74          | 4 419 883      | 41,79          |

1. ↑  Apoyada por Libertad y Solidaridad, SPOLU - občianska demokracia y Gente Común y Personalidades Independientes
2. ↑  Apoyado por la Coalición Nacional.
3. ↑  Apoyado por el Movimiento Democrático Cristiano y el Partido Cívico Conservador.